# محمودآباد (آوج)
محمودآباد روستایی در دهستان حصار ولیعصر بخش مرکزی شهرستان آوج در استان قزوین است.
جمعیت این روستا در سال ۱۳۸۵، ۲۶۷ نفر بوده است.